# Rio Illinois
O rio Illinois é um dos principais afluentes do rio Mississippi. Os seus 439 km percorrem na sua totalidade pelo Estado de Illinois que lhe dá o nome, e a sua bacia drena uma extensão de 72 701 km², quase metade da área do Estado de Illinois, mas também se estende a zonas dos Estados vizinhos de Wisconsin (sudeste deste estado) e Indiana (noroeste). O rio teve um papel importante para os povos indígenas norte-americanos e para os primeiros comerciantes franceses, como principal via de comunicação entre os Grandes Lagos e o rio Mississippi, permitindo atravessar de norte a sul esta extensa região. Os distintos povoados fundados por colonos que se estabeleceram ao longo do rio durante o século XVII formaram o núcleo da chamada Terra de Illinois. Depois da construção dos canais de Illinois e Michigan e de Hennepin no século XIX, o papel do rio como ligação entre o lago Michigan e o rio Mississippi cresceu no contexto do transporte fluvial de um país industrializado.

## Geografia
O rio Illinois nasce da confluência dos rios Kankakee e Des Plaines no Condado de Grundy, cerca de 16 km a sudoeste da cidade de Joliet, no nordeste do Estado de Illinois. O primeiro trecho flui para oeste atravessando as cidades de Morris e Ottawa, desembocando los rios afluentes Mazon e Fox. Na passagem pela cidade de LaSalle junta-se-lhe o rio Vermilion, e continua para oeste vários quilómetros atravessando as localidades de Peru e Spring Valley. A sudeste do Condado de Bureau o rio vira numa zona chamada como "Gran Bend" e toma a direção sudoeste passando por uma das cidades mais importantes do oeste do Illinois, Peoria, a cidade com mais habitantes das que o rio atravessa.

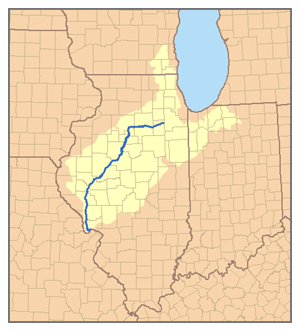
Mapa da bacia hidrográfica e percurso do rio Illinois.

A sul de Peoria une-se-lhe o rio Mackinaw, atravessando logo depois o Refugio Nacional de Vida Silvestre Chautauqua, com uma grande diversidade de espécies de aves e peixes. Em frente da localidade de Havana desagua nele o rio Spoon, e pouco depois, perto de Browning o rio Sangamon. Oito quilómetros a sudoeste de Beardstown une-se a ele o rio La Moine.
Perto da confluência com o rio Le Moine, o Illinois toma a direção sul, fluindo os últimos 32 km de forma paralela ao Mississippi a menos de 8 deste. No último trecho, os afluentes são menores em número e caudal, sendo o mais relevante o rio Macoupin, que se une ao Illinois nos limites dos condados de Greene e Jersey, uns 24 km rio acima da confluência com o Mississippi.
Finalmente o rio Illinois desagua no Mississippi perto da localidade de Grafton, uns 40 km a noroeste da cidade de Saint Louis (Missouri) e 32 km da confluência entre o rio Missouri e o Mississippi.